# Eochaid mac Fiachnai
Eochaid mac Fiachnai (mort en 810) est un roi d'Ulaid issu du Dal Fiatach. Il est le fils de Fiachnae mac Áedo Róin (mort en 789), un précédent souverain. Il règne
de 790 à 810.

## Biographie
Eochaid est mentionné pour la première fois par les chroniques d'Irlande en 776. Cette année, il appuie Tommaltach mac Indrechtaig (mort en 790) lors d'une guerre civile parmi la dynastie rivale du Dál nAraidi. Ils défont et tuent le roi en place Cináed Ciarrge mac Cathussaig et son allié, Dúngal roi des Uí Tuirtri  un sous-royaume du royaume d'Airgíalla situé à l'ouest du Lough Neagh lors de la bataille de Drong.
Son père avait restauré la fortune de la dynastie du  Dal Fiatach mais après sa mort une luttent de succession réduit à néant son œuvre. Eochaid se voit contesté la possession du royaume par son parent  Tommaltach mac Cathail. Tommaltach est l'arrière petit-fils
d' Óengus, le fils du roi d'Ulaid Máel Cobo mac Fiachnai et cette lignée nommée le Cenél nÓengusa menace de l'exclure du trôe. Tommaltach est défait et tué lors d'un combat par Eochaid. Toutefois la lignée familiale de Tommlatach reste cantonnée dans le Leth Cathail (Lecale)-"Motié de Cathal"  dans la partie sud de l'actuel comté de Down connue également sous le nom de Mag Inis.
Tommaltach mac Indrechtaig du Dál nAraidi met à profit la guerre civile qui déchire le Dal Fiatach pour s'emparer du trône d'Ulaid. Il meurt l'année suivante en  790 et cette même année les annales relèvent également le massacre des hommes du Dal Fiatach par le Dál nAraidi.On ignore si cela intervient après ou avant la mort de Tommaltach mais Eochaid devient roi d'Ulaid en 790.
En 801 l'Ulaid entre en guerre contre les Uí Echach Cobo dans la parie ouest du comté de Down, probablement pour y imposer son autorité. Les Ulaid sont victorieux et tuent le roi de Coba, Eochu mac Aililla. Du côté de l'Ulaid, Cairell mac Cathail de la lignée du Leth Cathail est tué. 
En 809 l'Ard ri Erenn Áed Oirdnide mac Neill fait campagne contre l'Ulaid qui est défait, il ravage la région entre le Bann et Strangford Lough. Le prétexte de ce conflit semble être le meurtre de  Dúnchú, supérieur de Tulach Léis (Tullylisk, dans le Comté de Down), par les Ulaid. Une guerre civile s'ensuit dans laquelle Eochaid est défait pas son propre frère Cairell mac Fiachnai (mort en 819). Les annales rapportent que Eochaid s'échappe du champ de bataille et les historiens placent sa mort en 810. Eochaid doit être associé avec l'établissement de Dún Echdach (Duneight) comme siège du pouvoir royal du Dal Fiatach,  déplacé vers le nord au IXe siècle en remplacement de l'ancien centre royal de Downpatrick
Les fils Eochaid comprennent  :
- Áed mac Eochada (mort en 839), ancêtre de trois rois d'Ulaid postérieurs,
- Muiredach mac Eochada (mort en 839), roi d' Ulaid,
- Óengus mac Eochada (floruit 839).

## Sources
- Annales d'Ulster sur  sur University College Cork
- Annales de Tigernach sur  sur University College Cork
- Annales fragmentaires d'Irlande sur CELT: Corpus of Electronic Texts sur University College Cork
- (en) Byrne, Francis John (2001), Irish Kings and High-Kings, Dublin: Four Courts Press  (ISBN 978-1-85182-196-9)
- (en) Charles-Edwards, T. M. (2000), Early Christian Ireland, Cambridge: Cambridge University Press  (ISBN 0-521-36395-0)
- (en) Mac Niocaill, Gearoid (1972), Ireland before the Vikings, Dublin: Gill and Macmillan
- (en) Dáibhí Ó Cróinín (2005), A New History of Ireland, Volume One, Oxford: Oxford University Press